# Lenovo Yoga
Lenovo YOGA – grupa sprzętu spod znaku Lenovo. Sprzęt YOGA, poprzez zastosowanie zawiasów o pełnym obrocie, można użytkować na 4 sposoby: jako laptop, tablet, namiot i podstawka. 
Spośród asortymentu YOGA można wyróżnić:
- Laptopy Lenovo YOGA, z matrycami w rozmiarach od 11 do 15 cali, z rozdzielczością sięgającą 4K (3840x2160). Zastosowanie zawiasów 360 stopni umożliwia korzystanie ze sprzętu w wielu konfiguracjach. Technologia lift-and-lock eliminuje przypadkowe użycie klawiatury oraz zapewnia pewny uchwyt urządzenia. W ofercie jest również sprzęt typu ultrabook. Część laptopów posiada również bransoletowe zawiasy.
- Komputery YOGA Home – urządzenia typu All-in-One, z matrycami o rozmiarach do 27 cali z wbudowanym akumulatorem i bezprzewodową klawiaturą.
- YOGA Tab – tablety z ekranem w rozmiarze od 8 do 13 cali. Specjalnie wyprofilowana podstawa pozwala na użytkowanie go w formie monitora. Niektóre egzemplarze takie jak YOGA Tab 3 Pro posiadają wbudowany projektor[2].
- Urządzenia 2 w 1 – sprzęt z odpinaną, jak również z zintegrowaną klawiaturą, do których należy m.in. Lenovo YOGA Book z dotykową i podświetlaną podczas użytkowania klawiaturą Halo, z rysikiem real-ink oraz zainstalowanym Androidem lub systemem operacyjnym Windows 10[3][4].

Większość urządzeń standardowo wyposażona jest we wbudowane głośniki oraz kamerę internetową wraz z mikrofonem. Urządzenia Lenovo YOGA są zoptymalizowane pod kątem uzyskania jak największej ilości zastosowań.